# Tripping
Tripping är en regelöverträdelse i ishockey som innebär att en spelare med klubba, fot, arm, hand eller armbåge försöker få en motståndare att falla eller bringar en motspelare på fall.
Den nuvarande regeln för tripping lyder i sammandrag
- En spelare som begår en tripping på en motståndare genom att med klubba, fot, arm, hand eller armbåge försöker få en motståndare att falla, ska efter domarens omdöme ådömas:
  - 2 minuters utvisning eller
  - 5 minuters utvisning samt matchstraff
  - Vid en frilägessituation ska även straffslag utdömas

Vid överträdelse av denna regel ska spelet stoppas och spelaren som begick regelöverträdelsen skall visas ut.